# جيم سويني
جيم سويني (بالإنجليزية: Jim Sweeney)‏ هو ممثل بريطاني، ولد في 8 أغسطس 1956 باسكتلندا في المملكة المتحدة.

## وصلات خارجية
- جيم سويني على موقع IMDb (الإنجليزية)
- جيم سويني على موقع أول موفي (الإنجليزية)
- جيم سويني على موقع قاعدة بيانات الفيلم (الإنجليزية)
- جيم سويني على موقع كينوبويسك (الروسية)